# Boz, Ain
Boz är en kommun i departementet Ain i regionen Auvergne-Rhône-Alpes i östra Frankrike. Kommunen ligger  i kantonen Pont-de-Vaux som ligger i arrondissementet Bourg-en-Bresse. Kommunens areal är 7,31 km². År 2022 hade Boz 509 invånare.

## Befolkningsutveckling
Antalet invånare i kommunen Boz
Referens: INSEE